# 中国人民解放军湖南省军区
中国人民解放军湖南省军区，是中国人民解放军现属中央军委国防动员部的一个省级军区，管辖范围为湖南省。同时接受中共湖南省委、湖南省人民政府的领导，负责辖区内的民兵、预备役、兵役、动员工作和城市警备等任务。

## 历史

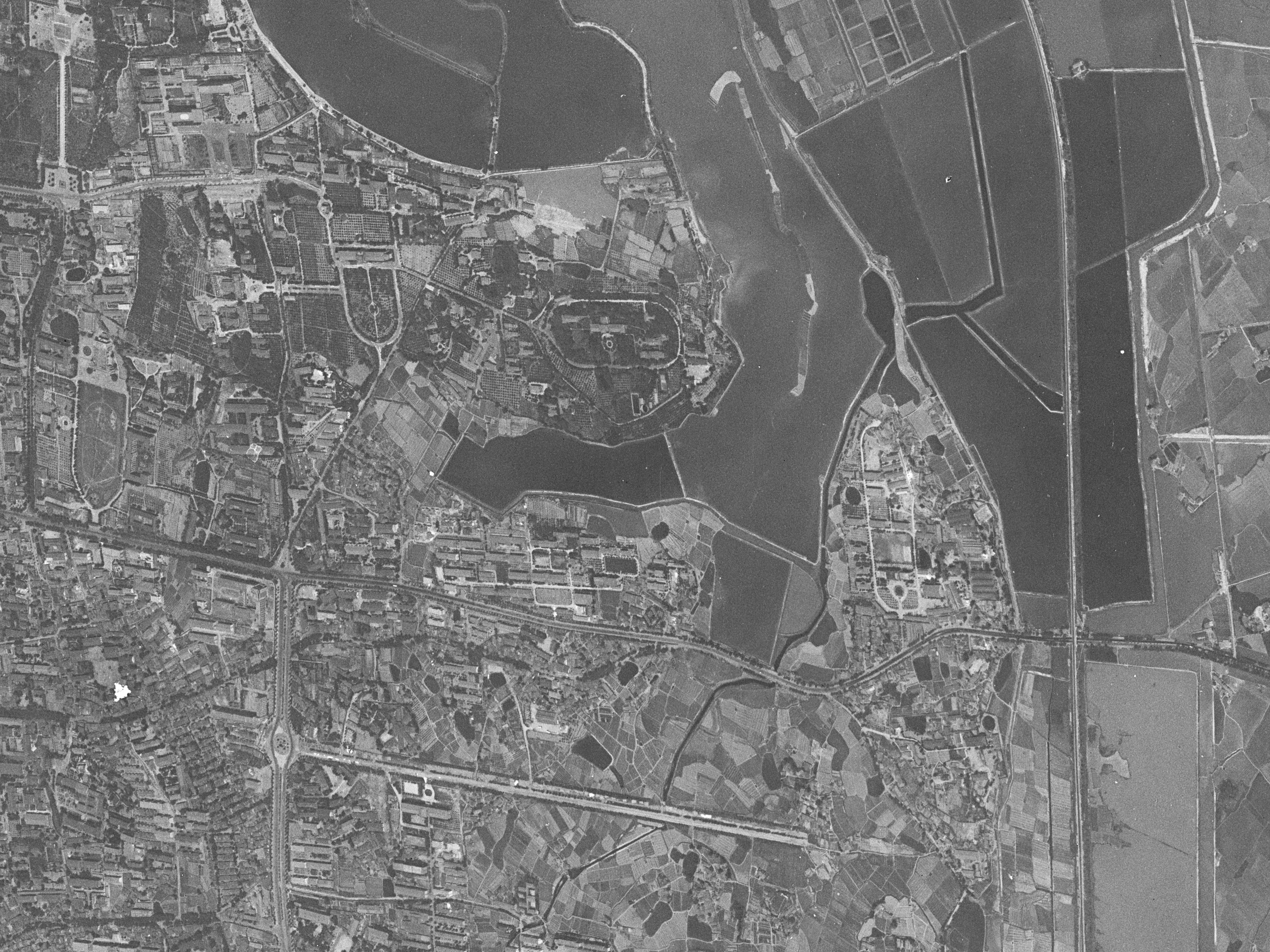
年嘉湖附近湖南省军区机关卫星图（1967年）

1949年8月9日，中国人民解放军湖南军区在长沙市成立，由第四野战军第十二兵团兼任，担负接管地方、建设地方武装、维持社会治安等任务。后编组长沙、常德、益阳、衡阳、邵阳、郴县、零陵7个军分区，同时以第四十七军兼湘西军区。1952年6月，第十二兵团免兼湖南军区。1960年7月，改称湖南省军区。

## 编制
- 中国人民解放军长沙警备区
- 中国人民解放军株洲警备区
- 中国人民解放军衡阳警备区
- 中国人民解放军湘潭军分区
- 中国人民解放军岳阳军分区
- 中国人民解放军常德军分区
- 中国人民解放军邵阳军分区
- 中国人民解放军益阳军分区
- 中国人民解放军娄底军分区
- 中国人民解放军怀化军分区
- 中国人民解放军郴州军分区
- 中国人民解放军永州军分区
- 中国人民解放军吉首军分区
- 中国人民解放军张家界军分区

## 领导

### 历任司令员
- 萧劲光：1949.08-1950.03
- 黄克诚：1950.03-1952.03[3]
- 唐天际：1952.01-1953.04[3]
- 文年生：1953.04-1954.02[3]
- 杨梅生：1954.09-1961.04[3]
- 龙书金：1962.03-1968.08[3]
- 杨大易：1968.08-1975.07[3]
- 童国贵：1975.07-1980.02[3]
- 刘占荣：1980.02-1983.05[3]
- 蒋金流：1983.05-1989.11[3]
- 文国庆：1989.11-1990.06[3]
- 庞为强：1990.06-1996.06[3]
- 张德仁：1996.06-2002.07[3]
- 郑治栋：2002.07-2009.03
- 张永大：2009.03-2012.07
- 黄跃进：2012.07-2018.04
- 毕毅：2018.05-2021.10
- 南小冈：2021.10-2023.01
- 王宇：2023.01--2025.01
- 林佳春：2025.05-

### 历任副司令員
郭輯山
陈伯钧
陳明仁 (1903年)
陈炎清
何德全 (中将)
黄立功 (1916年)
刘子云
刘善福
李宏茂
彭龙飞
何能彬
吴自立
程启文
詹才芳
郑治栋
戴焕 (解放军少將)
陳博 (少將)
蔡家作
張江華

### 历任政治委员
- 黄克诚（兼），1949.08-1952.09
- 金明（兼），1952.09-1953.10[3]
- 周小舟（兼），1953.10-1959.09[3]
- 张平化（兼），1960.02-1966.06[3]
- 杨大易（兼），1968.08-1970.05[3]
- 卜占亚（兼），1970.05-1971.10[3]
- 华国锋（兼），1971.10-1977.06[3]
- 毛致用（兼），1977.10-1983.05[3]
- 谷善庆（兼），1983.05-1988.04[3]
- 吴爱群，1988.04-1990.06[3]
- 金峰，1990.06-1993.02[3]
- 邓汉民，1993.02-1995.02[3]
- 乔新柱，1995.02-2001.12[3]
- 李今伟，2001.12-2006.09
- 杨忠民，2006.09-2011.08
- 李有新，2011.08-2014.12
- 马必强，2014.12-2016.01
- 冯毅，2017.04-[4][5]
- 馬永生 (將軍)